# Джафарова, Амина Сурхай кызы
Амина Сурхай кызы Джафарова (азерб. Əminə Surxay qızı Cəfərova; 1925, Агдам — 13 августа 2011, Баку) — передовой виноградарь, звеньевая виноградарского совхоза имени Берия Министерства пищевой промышленности СССР, Азербайджанская ССР. Герой Социалистического Труда (1949).

## Биография
Родилась Амина Джафаров в городе Агдам в 1925 году. Начала свою трудовую деятельность в юном возрасте на виноградном поле, которое в народе назвали «Челик».
С 1941 по 1971 звеньевая виноградарского совхоза имени Натаван (до 1953 совхоз имени Берии), а также заведующая детским садом, лаборант на винном заводе и микробиолог.
Член КПСС с 1947 года.
В 1948 году Джафарова достигла высоких трудовых показателей. С каждого гектара поля (размер поля 3 га) было собрано 23 тонны винограда. 5 октября 1949 года за высокие трудовые достижения Амина Джафарова удостоена звания Героя Социалистического Труда. Трижды награждена Орденом Ленина.
В 1951 году приняла участие во всесоюзной сельскохозяйственной выставке.
В 1988 делегат партконференции Агдамского района.
В связи с Карабахской войной в 1993 была вынуждена переехать в Бардинский район.
В 2002 году Джафаровой присвоена почетная стипендия Президента Азербайджана.
Умерла в Баку 13 августа 2011 года в результате инфаркта.